# Витолиште
Витолиште (мкд. Витолиште) је насеље у Северној Македонији, у јужном делу државе. Витолиште припада општини Прилеп.
Витолиште је до 2004. године било седиште истоимене општине, која је потом прикључена општини Прилеп.

## Географија
Насеље Витолиште је смештено у јужном делу Северне Македоније, на 10 km од државне границе са Грчком (ка југу). Од најближег већег града, Прилепа, насеље је удаљено 50 km јужно (путем).
Витолиште се налази у источном делу високопланинске области Маријово, као једно од најзабаченијих, али и етнички најчистијих делова православног словенског живља на тлу Македоније. Насеље је положено на висоравни. Северно је клисура Црне реке. Источно од села издиже планина Козјак, а јужно планина Ниџе. Надморска висина насеља је приближно 810 метара.
Клима у насељу је планинска због знатне надморске висине.

## Становништво
По попису становништва из 2002. године, Витолиште је имало 170 становника. Почетком 20. века ту је живело око 1.200 становника.
Претежно становништво у насељу су етнички Македонци (98%), а остало су махом Срби.
Већинска вероисповест у насељу је православље.